# Tranvía de Salt Lake City
El Tranvía de Salt Lake City  o Línea S es un sistema de tranvía ubicado en Salt Lake City, Utah. Inaugurado el 8 de diciembre de 2013, actualmente el Tranvía de Salt Lake City cuenta con 1 línea y 7 estaciones.

## Administración
El Tranvía de Salt Lake City es administrado por la Autoridad de Tránsito de Utah.